# Wiesen bei Dreisel
Die Wiesen bei Dreisel sind ein FFH-Schutzgebiet in der Gemeinde Windeck im Rhein-Sieg-Kreis. Das Gebiet ist bei der Europäischen Union nach den Maßgaben der Richtlinie 92/43/EWG (FFH-Richtlinie) als Nummer DE-5211-302 registriert. Das Schutzgebiet ist nahezu deckungsgleich mit dem Naturschutzgebiet Ehemalige Siegschleife bei Dreisel.

## Lage
Das Gebiet umfasst mehrere Abschnitte eines ehemaligen Siegaltarmes zwischen den Orten Dreisel und Helpenstell mit großflächigem, artenreichem Feucht- und Nassgrünland sowie magerem Grünland am Hang des Umlaufberges.

## Fläche
Das Schutzgebiet hat eine Fläche von 73 ha. Es ist bewachsen mit Glatthafer- und Wiesenknopf-Silgenwiesen und feuchten Hochstaudenfluren, auch finden sich hier Seggenriede und Röhrichte.

## Tierschutz
Es gibt hier Vorkommen der seltenen Schmetterlingsarten Dunkler Wiesenknopf-Ameisenbläuling und  Heller Wiesenknopf-Ameisenbläuling, die auf Ameisen angewiesen sind.

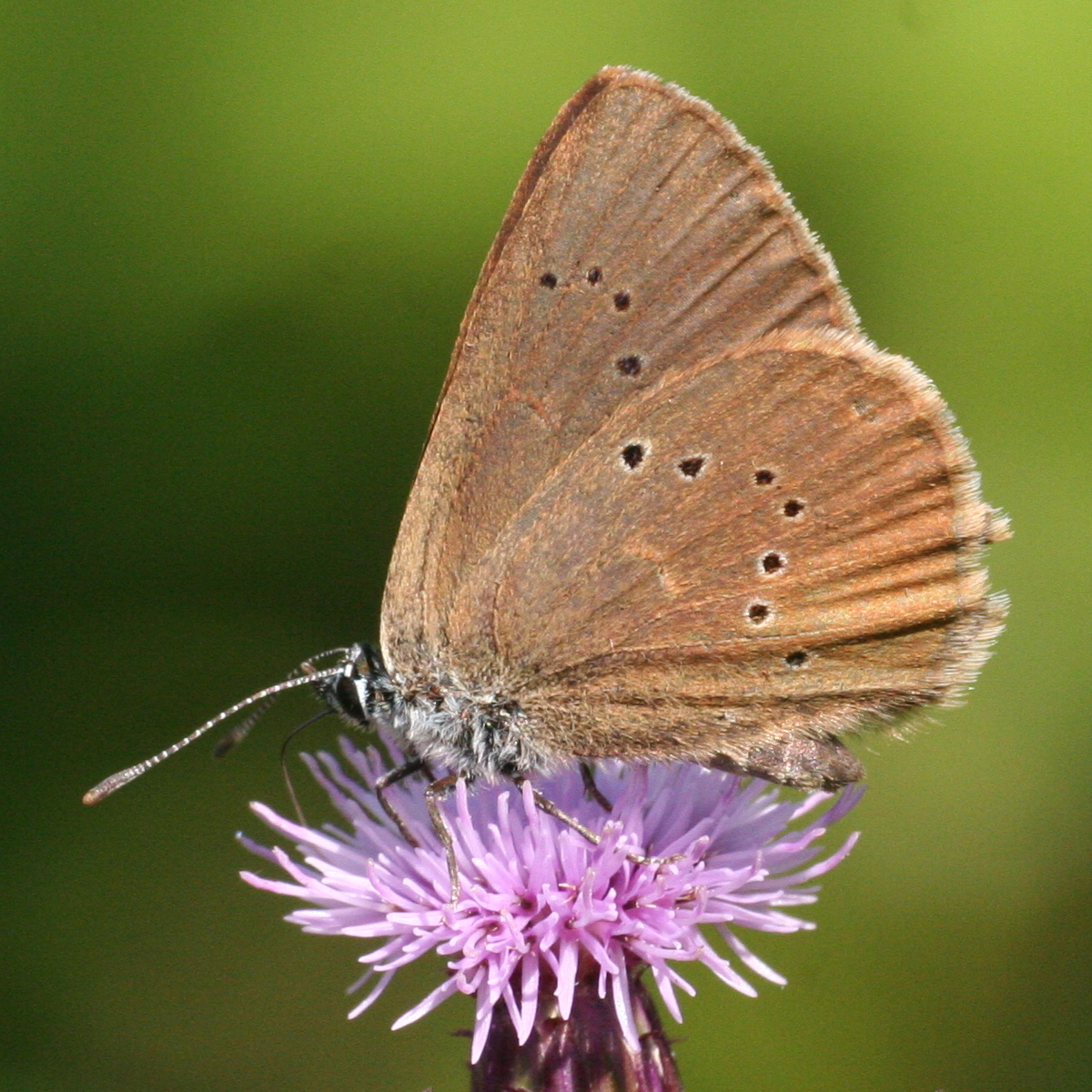
Dunkler Wiesenknopf-Ameisenbläuling
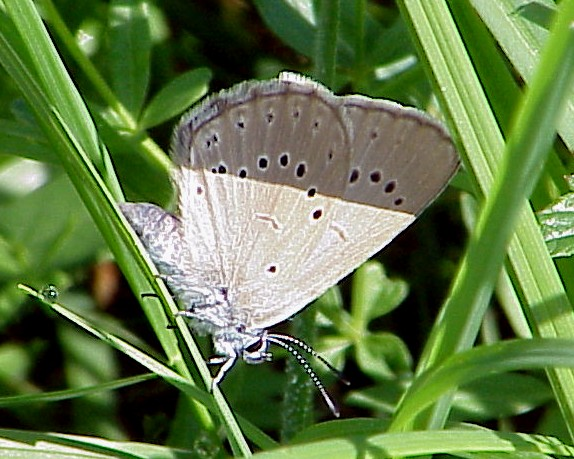
Heller Wiesenknopf-Ameisenbläuling
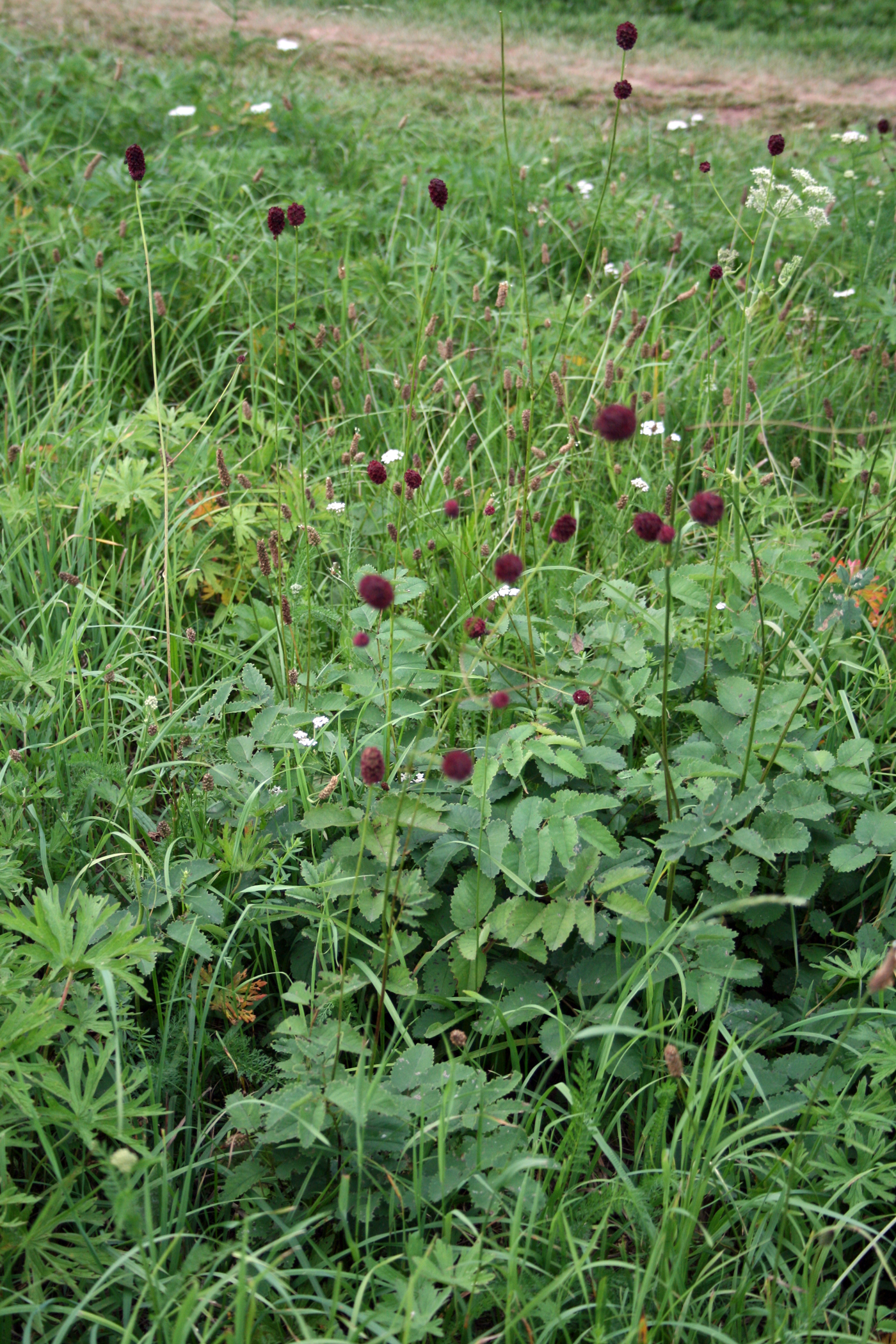
Der Große Wiesenknopf ist die einzige Futterpflanze der Raupen

## Störungen
Vermutlich durch Inanspruchnahme von alten Gewohnheitsrechten kam es 2010 zu Störungen der Fläche, so durch Aufstellen von Honigbienenstöcken und durch Fahrzeugverkehr nach Zerschneiden der Schutzzäune.